# Lucius Artorius Castus
Lucius Artorius Castus est le nom d'un chevalier romain, dux qui quitta l'île de Bretagne avec une armée de légionnaires bretons pour marcher sur l'Armorique et y étouffer un soulèvement. Longtemps, on considéra que ces événements se produisirent vers 184 et l'on datait la carrière d'Artorius Castus des règnes de Marc Aurèle et Commode ; par conséquent, il était admis que son histoire avait inspiré au Moyen Âge le personnage légendaire d'Arthur. D'autres hypothèses placent cette expédition en Armorique quelques décennies plus tôt ou plus tard que la date précitée.

## Sa carrière
Originaire de Campanie ou de Dalmatie, Artorius Castus nous est connu par deux inscriptions latines découvertes près de Split (Croatie) et qui développent sa longue et remarquable carrière militaire. Il débuta comme centurion de légion en Orient, dans la Legio III Gallica en Syrie, puis dans la VI Ferrata en Syrie Palestine. Puis il fut envoyé sur le Danube (II Adiutrix en Pannonie et V Macedonica en Dacie). Il devient alors primipile de la V Macedonica, puis préfet de la legio VI Victrix en Bretagne ; sa carrière est désormais celle d'un chevalier romain.
Il est préposé à la flotte de Misène — peut-être un détachement envoyé par cette dernière. De Bretagne, avec le titre de dux, il mène des légionnaires pour écraser un soulèvement ou mener une guerre dans une région géographique dont le nom commence par ARM(...). Pendant longtemps le reste du mot, effacé sur la pierre fut restitué pour obtenir une mention de l'Armorique. Le réexamen de l'édition initiale de la pierre et d'une photo en noir et blanc publiée par Medini en 1980 a conduit Xavier Loriot à émettre l'hypothèse de l'existence d'une ligature entre le M de ARM et un E suivant.  et que l'on avait donc ARME(…) : la mission d'Artorius Castus se situait donc hypothétiquement en Arménie à l'occasion d'un conflit avec les Parthes ou les Perses. Guido Migliorati a par la suite réfuté cette interprétation, jugeant peu probable que l'expédition ait eu lieu en Arménie plutôt qu'en Europe occidentale et ramenant la carrière du personnage à l'époque commodienne. Il est ensuite nommé procurateur gouverneur de la province de Liburnie, à proximité de la Dalmatie et de l'Italie du Nord.

## L'hypothèse d'un lien avec la légende arthurienne
Sur la base de la lecture qui place l'action d'Artorius en Armorique, Kemp Malone propose dès 1925 d'identifier le légendaire roi Arthur avec Lucius Artorius Castus. L'hypothèse, assez téméraire, remet en cause les sources traditionnelles : l' Historia Regum Britanniae (L'histoire des rois de Bretagne) de Geoffroy de Monmouth (terminée vers 1136) — qui voyait Arthur comme un roi breton mort en 542 —, l’Historia Brittonum (l'Histoire des Bretons rédigée par Nennius vers 800), ou les Annales galloises (Annales Cambriae) — pour qui Arthur remporta 12 batailles contre des Saxons —.
Ces sources ont été écrites largement après les événements. La ressemblance entre le nom de l'officier romain Artorius et le nom d'Arthur a pu aussi contribuer à la notoriété de l'hypothèse. 
Dans les années 1990, Linda Ann Malcor reprend la thèse de Kemp Malone. Pour elle, la légende arthurienne provient des confins eurasiatiques et ces sources ont été en partie véhiculées en Angleterre par le peuple migrateur des Sarmates. Or plusieurs de ces « Barbares » ont justement été enrôlés dans l'armée romaine et s'établirent dans le nord de l'Angleterre, à l'époque où l'on plaçait la mission de Lucius Artorius Castus en Bretagne (avant le réexamen des inscriptions par Xavier Loriot). Malcor a alors supposé qu'aidé de cavaliers Sarmates, Castus aurait remporté vers 184 plusieurs victoires contre les Calédoniens et les Pictes qui envahissaient la Grande-Bretagne et qu'il serait ainsi devenu une sorte de héros chez les Sarmates. Le scénario du film Le Roi Arthur (2004) s'inspire des travaux de Malcor.
Ce rapprochement était tiré d'une part de l'assonance entre Artorius et Arthur, et d'autre part de son rôle en liaison avec la Bretagne romaine et armoricaine. La datation qui plaçait son action sous Commode est aussi à l'origine de cette hypothèse.